# Thats What I Want
«Thats What I Want» (стилизовано под маюскул) — песня американского рэпера Lil Nas X, выпущенная 17 сентября 2021 года в качестве четвёртого сингла с его дебютного студийного альбома Montero на лейбле Columbia Records.

## Композиция
«Thats What I Want» была написана Lil Nas X и музыкальными продюсерами — Феди Омером, Блейком Слаткиным, Райаном Теддер и KBeaZy. «Thats What I Want» — поп и поп-рок песня, сопровождаемая акустической гитарой. Критики сравнили песню с такими песнями, как «Underclass Hero» рок-группы Sum 41, вышедшей в 2007 году, «Shake It Off» певицы Тейлор Свифт (2014 года) и «Stay» Джастина Бибера и The Kid Laroi (2021 года).

## Выпуск песни
26 августа 2021 года Lil Nas X опубликовал тизер к предстоящему альбому, в котором была названа его дата выхода (17 сентября 2021 года). Ролик длиной 1 минута и 30 секунд сопровождается отрывком из «Thats What I Want». За несколько часов до выхода альбома рэпер загрузил на свой YouTube-канал видео под названием The Montero Show, где он рассказывает о своих музыкальных клипах и упоминает «Thats What I Want». Перед выходом альбома песня была анонсирована в качестве четвёртого сингла. В тот же день премьера «Thats What I Want» состоялась на австралийской радиостанции The Music Network и британском BBC Radio 1. Песня вышла на радиостанциях в Италии и Соединенных Штатах 24 и 28 сентября соответственно. Позже сингл был отправлен на российские радиостанции. Песня впервые была исполнена вживую в прямом эфире BBC Radio 1 22 сентября 2021 года.

## Отзывы
Карл Уилсон из Slate заявил, что «Thats What I Want» — «фантастический гимн однополой страсти». Майк Васс из Variety назвал сингл «захватывающей песней для радио». Написав для Rolling Stone, Джон Долан описал песню как «игривую», «обнадёживающую», «милую» и «гордую», а Эмили Бутл из New Statesman описала её как «невинную, эмоциональную песню о любви». Зоя Раза-Шейх из Gay Times сказала, что «Thats What I Want» — «стремительный трек, наполненный непримиримой странной душевной болью, которая создает импульс записи». В статье, опубликованной Billboard в конце сентября 2021 года, песня была описана Стивеном Доу как «созданная для того, чтобы стать фаворитом чартов». Джейсон Липшутц сказал, что он «песню можно считать продолжением „Montero (Call Me By Your Name)“».

## Музыкальное видео
Музыкальное видео на песню «Thats What I Want» было опубликовано на YouTube-канале Lil Nas X 17 сентября 2021 года.

## Чарты
| Чарт (2021—2022)                         | Высшая позиция |
| ---------------------------------------- | -------------- |
| Австралия (ARIA)                         | 7              |
| Австрия (Ö3 Austria Top 40)              | 15             |
| Бельгия/Фландрия (Ultratop 50)           | 11             |
| Бельгия/Валлония (Ultratop 50)           | 29             |
| Канада (Billboard Canadian Hot 100)      | 5              |
| Канада (Billboard AC)                    | 18             |
| Канада (Billboard CHR/Top 40)            | 3              |
| Канада (Billboard Hot AC)                | 19             |
| Хорватия (HRT)                           | 37             |
| Чехия (Rádio — Top 100)                  | 20             |
| Чехия (Singles Digitál Top 100)          | 12             |
| Дания (Tracklisten)                      | 8              |
| Финляндия (Suomen virallinen lista)      | 10             |
| Франция (SNEP)                           | 39             |
| Германия (GfK)                           | 18             |
| Мир (Billboard Global 200)               | 4              |
| Греция (IFPI)                            | 10             |
| Венгрия (Rádiós Top 40)                  | 25             |
| Венгрия (Stream Top 40)                  | 11             |
| Индия (IMI)                              | 13             |
| Ирландия (IRMA)                          | 3              |
| Израиль (Galgalatz)                      | 7              |
| Italy (FIMI)                             | 73             |
| Japan Hot Overseas (Billboard)           | 7              |
| Литва (AGATA)                            | 11             |
| Mexico Airplay (Billboard)               | 27             |
| Нидерланды (Dutch Top 40)                | 9              |
| Нидерланды (Single Top 100)              | 22             |
| Новая Зеландия (Recorded Music NZ)       | 6              |
| Норвегия (VG-lista)                      | 7              |
| Польша (Polish Airplay Top 100)          | 5              |
| Португалия (AFP)                         | 8              |
| Сан-Марино (Top 50 Radio San Marino RTV) | 22             |
| Сингапур (RIAS)                          | 9              |
| Словакия (Rádio — Top 100)               | 43             |
| Словакия (Singles Digitál Top 100)       | 11             |
| Южная Африка (RISA)                      | 18             |
| Испания (PROMUSICAE)                     | 51             |
| Швеция (Sverigetopplistan)               | 12             |
| Швейцария (Schweizer Hitparade)          | 13             |
| Великобритания (OCC UK Singles)          | 10             |
| США (Billboard Hot 100)                  | 10             |
| США (Billboard Adult Contemporary)       | 24             |
| США (Billboard Adult Pop Airplay)        | 14             |
| США (Billboard Dance/Mix Show Airplay)   | 11             |
| США (Billboard Pop Airplay)              | 6              |
| США (Billboard Rhythmic)                 | 19             |

| Чарт (2021)                     | Позиция |
| ------------------------------- | ------- |
| Австрия (Ö3 Austria Top 40)     | 72      |
| Бельгия (Ultratop Flanders)     | 81      |
| Нидерланды (Dutch Top 40)       | 51      |
| Нидерланды (Single Top 100)     | 96      |
| Швейцария (Schweizer Hitparade) | 91      |

| Чарт (2022)                       | Позиция |
| --------------------------------- | ------- |
| Australia (ARIA)                  | 23      |
| Austria (Ö3 Austria Top 40)       | 25      |
| Belgium (Ultratop Flanders)       | 43      |
| Belgium (Ultratop Wallonia)       | 57      |
| Canada (Canadian Hot 100)         | 10      |
| France (SNEP)                     | 94      |
| Germany (Official German Charts)  | 47      |
| Global 200 (Billboard)            | 49      |
| Hungary (Stream Top 40)           | 66      |
| Lithuania (AGATA)                 | 66      |
| Netherlands (Dutch Top 40)        | 96      |
| New Zealand (Recorded Music NZ)   | 48      |
| Switzerland (Schweizer Hitparade) | 35      |
| US Billboard Hot 100              | 14      |
| US Adult Contemporary (Billboard) | 43      |
| US Adult Top 40 (Billboard)       | 9       |
| US Mainstream Top 40 (Billboard)  | 2       |

## Сертификации
| Регион | Сертификация  | Продажи   |
| --- | ------------- | --------- |
| Австралия (ARIA) | 4× Платиновый | 280 000   |
| Бразилия (ABPD) | Бриллиантовый | 160 000   |
| Бельгия (BEA) | Золотой       | 20 000    |
| Канада (Music Canada) | 4× Платиновый | 320 000   |
| Дания (IFPI Danmark) | Платиновый    | 90 000    |
| Франция (SNEP) | Бриллиантовый | 333 333   |
| Германия (BVMI) | Золотой       | 200 000   |
| Италия (FIMI) | Платиновый    | 100 000   |
| Мексика (AMPROFON) | Золотой       | 70 000    |
| Новая Зеландия (RMNZ) | Платиновый    | 30 000    |
| Норвегия (IFPI Norway) | Золотой       | 30 000    |
| Польша (ZPAV) | Платиновый    | 50 000    |
| Португалия (AFP) | Платиновый    | 10 000    |
| Швейцария (IFPI Switzerland) | Платиновый    | 20 000    |
| Великобритания (BPI) | Платиновый    | 600 000   |
| США (RIAA) | 2× Платиновый | 2 000 000 |
| Стриминг |               |           |
| Греция (IFPI Greece) | Золотой       | 1 000 000 |
| Швеция (GLF) | Золотой       | 4 000 000 |
| Данные о продажах + прослушиваниях приведены только на основе сертификации. · Данные только о прослушиваниях приведены на основе сертификации. |               |           |